# Conrad Marais
Pour les articles homonymes, voir Marais (homonymie).

a Compétitions nationales et continentales officielles uniquement.

b Matchs officiels uniquement.
Dernière mise à jour le 3 juillet 2018.
Conrad Marais, né le 26 avril 1989 à Walvis Bay en Namibie, est un joueur de rugby à XV international namibien évoluant depuis 2017 au poste d'ailier au sein de l'effectif  de l'Union Cognac Saint-Jean-d'Angély qui évolue en Fédérale 1.

## Biographie
Le 18 août 2011, il est retenu parmi les trente joueurs namibiens qui participent à la coupe du monde.

## Carrière

### Club
- 2009-2010 : Western Province ( Afrique du Sud)
- 2010-2011 : Pumas ( Afrique du Sud)
- 2011-2012 : Montpellier Hérault rugby (  France )
- 2012-2016 : AS Béziers
- 2016-2017 : SC Albi
- Depuis 2017 : Union Cognac Saint-Jean-d'Angély

### En équipe nationale
Il a honoré sa première cape internationale en équipe de Namibie le 20 novembre 2010 contre l'équipe du Portugal.

## Palmarès

### En équipe nationale
(au 17/10/15).
- 10 sélections en équipe de Namibie depuis 2010.
- 5 essais (25 points).
- Sélections par année : 2 en 2010, 2 en 2011, 6 en 2015.

En coupe du monde :
- 2011 : 2 matchs contre les Fidji et l'Afrique du Sud
- 2015 : 2 matchs  contre la Nouvelle-Zélande et l'Argentine